# Philipp Walsleben
Philipp Walsleben (Potsdam, 19 novembre 1987) è un ex ciclista su strada e ciclocrossista tedesco.
Nel 2009 ha vinto il titolo mondiale under-23 di ciclocross, aggiudicandosi nella stessa stagione anche la Coppa del mondo, il Superprestige e il Gazet van Antwerpen Trofee di categoria.

## Palmarès
- 2021 (Alpecin-Fenix, due vittorie)

1ª tappa Boucles de la Mayenne (Le Genest-Saint-Isle > Ambrières-les-Vallées)
4ª tappa Arctic Race of Norway (Gratangen > Harstad)

## Piazzamenti

### Classiche monumento
- Liegi-Bastogne-Liegi

2021: ritirato
- Giro di Lombardia

2020: ritirato

### Competizioni mondiali
- Campionati del mondo di ciclocross

Hooglede 2007 - Under-23: 5º
Hoogerheide 2009 - Under-23: vincitore
St. Wendel 2011 - Elite: 5º
Koksijde 2012 - Elite: 9º
Louisville 2013 - Elite: 5º
Hoogerheide 2014 - Elite: 11º
Tábor 2015 - Elite: 9º
Heusden-Zolder 2016 - Elite: 19º
Bieles 2017 - Elite: 13º